# Castro Laboreiro e Lamas de Mouro
Castro Laboreiro e Lamas de Mouro (oficialmente: União das Freguesias de Castro Laboreiro e Lamas de Mouro) é uma freguesia portuguesa do município de Melgaço, com 106,09 km² de área e 503 habitantes (censo de 2021). A sua densidade populacional é 4,7 hab./km².

## História
Foi criada aquando da reorganização administrativa de 2012/2013, resultando da agregação das antigas freguesias de Castro Laboreiro e Lamas de Mouro.

## Demografia
A população registada nos censos foi:
| Distribuição da População por Grupos Etários | Distribuição da População por Grupos Etários | Distribuição da População por Grupos Etários | Distribuição da População por Grupos Etários | Distribuição da População por Grupos Etários | Distribuição da População por Grupos Etários |
| -------------------------------------------- | -------------------------------------------- | -------------------------------------------- | -------------------------------------------- | -------------------------------------------- | -------------------------------------------- |
| Antes da agregação                           |                                              |                                              |                                              |                                              |                                              |
| Ano                                          | 0-14 anos                                    | 15-24 anos                                   | 25-64 anos                                   | >= 65 anos                                   | Total                                        |
| 2001                                         | 54                                           | 90                                           | 418                                          | 312                                          | 874                                          |
| 2011                                         | 21                                           | 33                                           | 292                                          | 311                                          | 657                                          |
| Após a agregação                             |                                              |                                              |                                              |                                              |                                              |
| Ano                                          | 0-14 anos                                    | 15-24 anos                                   | 25-64 anos                                   | >= 65 anos                                   | Total                                        |
| 2021                                         | 14                                           | 11                                           | 187                                          | 291                                          | 503                                          |